# Seleção Irlandesa de Futebol Feminino
A Seleção Irlandesa de Futebol Feminino representa a Irlanda no futebol feminino internacional. A equipe disputou a Copa do Mundo de Futebol Feminino de 2023.

1. 1 2 3  «Women's Ranking». www.fifa.com (em inglês). Consultado em 13 de julho de 2022